# Ken Norton
Pour les articles homonymes, voir Norton.
Ken Norton est un boxeur américain né le 9 août 1943 à Jacksonville, Illinois et mort le 18 septembre 2013 à Henderson, Nevada. Connu pour ses combats contre Mohamed Ali, il est devenu brièvement champion du monde des poids lourds en 1978.

## Biographie

### Carrière amateur
Joueur de football au collège, Norton met fin à ses études en 1963 et s'engage dans le Corps des Marines des États-Unis. Il devient boxeur afin d'éviter d'être envoyé au Vietnam. Son palmarès dans l'armée durant les 4 années suivantes sera de 24 victoires pour deux défaites, y remportant 3 titres poids lourds.

### Débuts professionnels
Le 14 novembre 1967, il combat pour la première fois en professionnel. Durant la fin des années 1960, il aligne 12 victoires dont 11 avant la limite, ne boxe qu'en Californie et surtout dans sa ville, San Diego. Boxeur élancé et agile, bon technicien, il est redoutable pour ses crochets très rapides et ses contres précis. Il sera un temps sparring-partner de Joe Frazier.
Après 4 nouvelles victoires par KO en 1970, toujours invaincu, il combat le vénézuélien Jose Luis Garcia le 2 juillet de la même année. Norton dont la réputation grandit est donné favori à 5 contre 1, mais Garcia va l'éprouver, et au 8e round, l'envoyer à deux reprises au sol. Norton qui connait donc sa première défaite, va néanmoins enchainer une nouvelle série de 13 victoires jusqu'à fin 1972. En cette fin d'année, il bat l'ancien champion de Californie Henry Clark par KO au 9e round. 

### Norton contre Ali, I et II
Ses résultats lui permettent de rencontrer Mohamed Ali pour le titre nord-américain NABF. Le combat a lieu le 31 mars 1973, à San Diego, la ville de Norton. Ali, classé challenger no 1 par la fédération défend ce titre pour la 6e fois, et est donné favori à 5 contre 1. Mais il a négligé son entrainement, montant sur le ring à plus de 100 kilos. Faisant la même taille et ayant la même allonge, Norton se présente sur le ring plus léger et affuté, ayant étudié le style d'Ali et reçu les conseils de Frazier. À la 2e reprise, Norton brise la mâchoire d'Ali d'un crochet du droit. Le combat va pourtant aller jusqu'à la limite des 12 rounds. À la fin du combat, la décision des juges est partagée, mais deux donnent Norton vainqueur.
La revanche se tient 10 septembre 1973, cette fois à Inglewood. Les deux hommes se sont mieux préparés et ont perdu du poids. Une fois encore, le combat va aller au terme des 12 rounds et la décision sera partagée. Cette fois cependant, deux juges donnent Ali vainqueur. Après le combat, Ali dira que Norton est le meilleur combattant qu'il ait affronté, excepté peut-être Joe Frazier.

### Norton contre Foreman
Devenu challenger no 1 mondial, Norton affronte le champion du monde WBA et WBC
George Foreman à Poliedro de Caracas au Venezuela, le 26 mars 1974. Ce dernier est invaincu en 39 combats, et a vaincu par KO en 2 rounds Joe Frazier l'année passée. À la 2e reprise, de larges crochets et uppercuts de Foreman envoient Norton à terre. Il est compté mais reprend le combat. Une nouvelle combinaisons de crochets et Norton retourne à terre. Il se relève péniblement mais n'a plus la lucidité pour continuer, l'arbitre arrête le combat.

### Suites du combat contre Foreman
Durant les deux années suivantes, Norton ne combat plus pour le titre mondial mais remporte de nouveaux succès, bien que moins affuté qu'auparavant (il combat à plusieurs reprises pesant plus de 100 kilos). Il remporte entre autres une nouvelle fois le titre NABF le 24 mars 1975 en battant Jerry Quarry par KO technique au 5e round. Le 14 août, il prend sa revanche contre Jose Luis Garcia en le battant dans un combat très spectaculaire, par KO technique à la 5e reprise. Après 3 succès en 1976, il a l'occasion de retrouver Mohamed Ali pour un 3e affrontement.

### Norton contre Ali III
Le combat a lieu au Yankee Stadium à New York, le 28 septembre 1976, pour le titre de champion du monde, Ali détenant les ceintures WBA et WBC. Le combat va être serré, Ali remportant la décision aux points, décision très controversée. Norton s'estimera volé.

### Champion du monde WBC
Norton remporte ses 3 combats suivants en 1977, battant l'invaincu Duane Bobick, l'ancien champion d'Italie Lorenzo Zanon et, par décision partagée en 15 rounds, le challenger mondial Jimmy Young, auréolé de sa récente victoire contre George Foreman. Il est alors classé challenger no 1 par la WBC. En mars 1978, Leon Spinks, nouveau champion du monde, refuse de l'affronter et se retrouve destitué. Norton est donc désigné champion du monde par la fédération.

### Norton contre Holmes
Il défend son titre contre Larry Holmes. Ce dernier est encore invaincu, plus jeune de 6 ans. Le combat est programmé le 9 juin 1978 au Caesar Palace de Las Vegas. Holmes remporte la majorité des rounds de la première partie du combat, Norton étant actif de manière très sporadique. À partir du 8e round, Norton réagit, répondant aux jabs d'Holmes par des puissants crochets, le touchant sévèrement en fin de 11e round. Holmes réagit à son tour, et au 13e round, Norton encaisse un nombre considérable de coups. Norton pourtant revient à nouveau dans le match et remporte le 14e round. La 15e et dernière reprise, considérée comme l'une des meilleures fin de combat de tous les temps, devant un public debout et surexcité, sera particulièrement violente. La décision est partagée, les 3 juges donnant un point d'écart entre les deux combattants. 2 juges donnant Holmes vainqueur, Norton perd le titre après moins de 3 mois de règne.

### Fin de carrière
À 35 ans passés, Norton décline mais ne se retire pas après cette défaite. Après une nouvelle victoire contre l'ancien champion du Texas Randy Stephens, Norton est mis KO au 1er round le 23 mars 1979 par Earnie Shavers. Le 19 août, il fait match nul contre Scott LeDoux. À la suite de ce match, il annonce mettre un terme à sa carrière.
Il revient l'année suivante, et bat l'invaincu Randall Cobb, de 10 ans son cadet, par décision partagée. Son dernier combat a lieu le 11 mai 1981, où il fait face au nouveau grand espoir de la catégorie, Gerry Cooney. Il est mis KO au premier round.

### Retraite des rings
Norton avec 42 victoires (dont 33 par KO), 7 défaites et 1 match nul est l'un des meilleurs poids lourds des années 1970. Champion du monde poids lourds en 1978, il reste dans les mémoires comme l'adversaire le plus acharné de Mohamed Ali après Joe Frazier.
En 1986, il est victime d'un grave accident de voiture où il manque de laisser la vie. Il s'en tirera mais gardera des séquelles de l'accident. En 1989, il apparait avec Mohamed Ali, Joe Frazier, George Foreman et Larry Holmes dans le documentaire Champions Forever, dans lequel les 5 champions témoignent sur leurs carrières respectives.
En 1992, il est fait membre de l'International Boxing Hall of Fame et en 2000, il publie son autobiographie intitulée Going the distance.

## Cinéma et télévision
Il a tourné dans plusieurs films, dont Mandingo (1975) où il incarnait Mede, L'Enfer des mandingos (1976) où il incarnait Drum, Delta Pi (1985), Champions Forever (1989), Sale boulot (1998). De plus il avait été prévu pour le rôle d'Apollo Creed dans les films Rocky et Rocky 2 mais, il s'est désisté, et  il a été remplacé par Carl Weathers.
- 2008 : The Man Who Came Back de Glen Pitre : Grandpa